# Канделария (Валье-дель-Каука)
Канделария (исп. Candelaria) — город и муниципалитет на западе Колумбии, на территории департамента Валье-дель-Каука. Входит в состав Южного субрегиона.

## История
Поселение, из которого позднее вырос город, было основано 3 февраля 1545 года. Муниципалитет Канделария был выделен в отдельную административную единицу в 1864 году.

## Географическое положение
Город расположен в юго-восточной части департамента, в предгорьях Центральной Кордильеры, к востоку от реки Каука, на расстоянии приблизительно 13 километров к востоку от города Кали, административного центра департамента. Абсолютная высота — 977 метров над уровнем моря.
Муниципалитет Канделария граничит на севере с территорией муниципалитета Пальмира, на востоке — с муниципалитетами Флорида и Прадера, на западе — с муниципалитетом Кали, на юге — с территорией департамента Каука. Площадь муниципалитета составляет 285 км².

## Население
По данным Национального административного департамента статистики Колумбии, совокупная численность населения города и муниципалитета в 2015 году составляла 81 697 человек.
Динамика численности населения муниципалитета по годам:
| 2005   | 2006   | 2007   | 2008   | 2009   | 2010   | 2011   | 2012   | 2013   | 2014   | 2015   |
| ------ | ------ | ------ | ------ | ------ | ------ | ------ | ------ | ------ | ------ | ------ |
| 70 296 | 71 387 | 72 454 | 73 546 | 74 650 | 75 772 | 76 933 | 78 096 | 79 279 | 80 476 | 81 697 |

Согласно данным переписи 2005 года мужчины составляли 49,3 % от населения Канделарии, женщины — соответственно 50,7 %. В расовом отношении негры, мулаты и райсальцы составляли 53 % от населения города; белые и метисы — 46,9 %; индейцы — 0,1 %.
Уровень грамотности среди всего населения составлял 93,2 %.

## Экономика
65,6 % от общего числа городских и муниципальных предприятий составляют предприятия торговой сферы, 25,4 % — предприятия сферы обслуживания, 8,2 % — промышленные предприятия, 0,8 % — предприятия иных отраслей экономики.

## Транспорт
Через город проходит национальное шоссе № 25 (исп. Ruta Nacional 25).